# Pygophora minuta
Pygophora minuta är en tvåvingeart som beskrevs av Malloch 1921. Pygophora minuta ingår i släktet Pygophora och familjen husflugor. Inga underarter finns listade i Catalogue of Life.